# ساتوشي تاإيرا
ساتوشي تاإيرا (باليابانية: 平 聡) (16 يوليو 1970 في هاناماكي في اليابان – )؛ هو لاعب كرة قدم ياباني سابق كان يلعب كمهاجم.

## وصلات خارجية
- ساتوشي تاإيرا على موقع رابطة كرة القدم اليابانية للمحترفين (اليابانية)